# 庄井良信
庄井 良信（しょうい よしのぶ、1960年6月30日 - ）は、日本の教育学者。専門は臨床教育学。北海道教育大学大学院教授を経て、藤女子大学子ども教育学科教授。日本臨床教育学会会長。日本教育方法学会理事。北海道生まれ。

## 来歴
北海道美幌町に生まれる。新潟県立新潟高等学校卒業、広島大学大学院教育学研究科博士課程修了。広島大学教育学部助手。広島女子大学助教授、フィンランド・ヘルシンキ大学在外研究員、北海道教育大学大学院教授、東京大学大学院非常勤講師を経て、現職。博士(教育学) Ph.D.。
不登校の理解と支援の問題や、保幼小接続カリキュラムの開発を、臨床教育学の立場から研究し、ナラティブ・ラーニング、ピア・グループ・メンタリングなどの分野で国際的な共同研究を進めている。特に北欧・フィンランドの教育に関して造詣が深い。

## 著書
- 『子どもの自立と授業の科学』（共編著、[渓水社]、1991年）
- 『学びのファンタジアー臨床教育学のあたらしい地平へ』（共編著、[渓水社]、1995年）第17回教育科学研究会賞受賞
- 『揺れる子どもの心象風景』（単著、新読書社、1999年）
- 『癒しと励ましの臨床教育学』（単著、かもがわ出版、2002年）
- 『自分の弱さをいとおしむー臨床教育学へのいざない』（単著、[高文研]、2004年）
- 『フィンランドに学ぶ教育と学力』（共編著、[明石書店]、2005年）
- 『創造現場の臨床教育学ー新しい教師像と教師教育の改革のために』（共編著、[明石書店]、2008年）
- 『しあわせな放課後の時間』（共著、[高文研]、2013年）
- 『ヴィゴツキーの情動理論の教育学的展開に関する研究』（単著、[風間書房]、2013年）
- 『いのちのケアと育みー臨床教育学のまなざし』（単著、[かもがわ出版]、2014年）